# The Secret of the Swamp
Pour plus de détails, voir Fiche technique et Distribution.
The Secret of the Swamp (littéralement, Le Secret du marais) est un film muet américain réalisé par Lynn Reynolds, sorti en 1916.

## Fiche technique
- Titre : The Secret of the Swamp
- Réalisation : Lynn Reynolds
- Scénario : Lynn Reynolds
- Photographie : Harry A. Gant (en)
- Producteur :
- Société de production :  Universal Film Manufacturing Company
- Société de distribution :  Universal Film Manufacturing Company
- Pays de production :  États-Unis
- Langue : film muet avec les intertitres en anglais
- Métrage : 1 500 m (5 bobines)
- Format : Noir et blanc — 35 mm — 1,33:1 — Muet
- Genre : Film dramatique
- Durée : 50 minutes
- Date de sortie : 
  - États-Unis : 31 juillet 1916

## Distribution
- George Hernandez : Major Burke
- Myrtle Gonzalez : Emily Burke
- Fred Church : Allan Waite
- Frank MacQuarrie (en) : le diacre Todd
- Val Paul (en) : Chet Wells
- Mary Du Cello : sa mère (comme Comtesse Du Cello)
- Lule Warrenton : la gouvernante du diacre
- Jack Curtis : le shérif